# Nelumbo

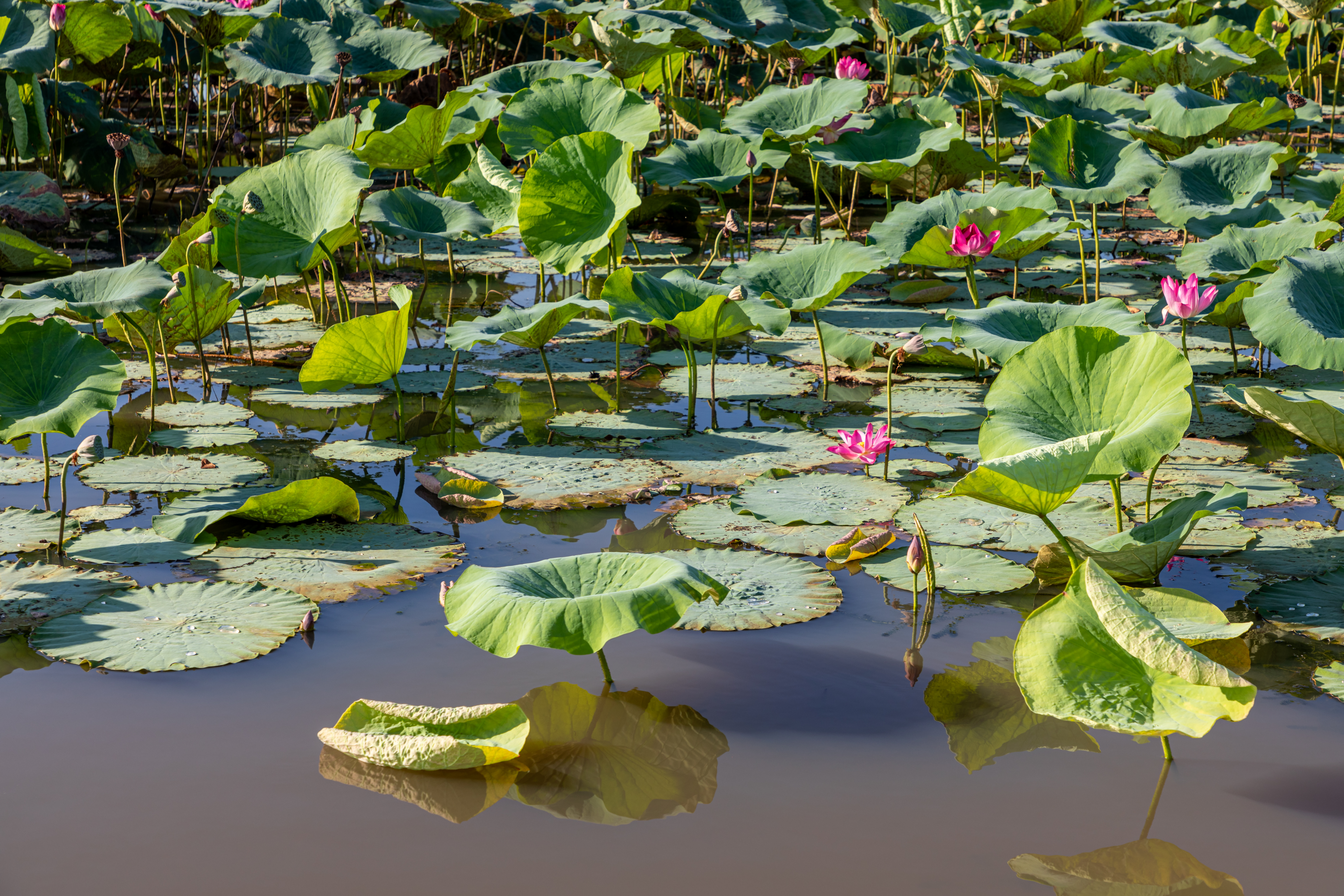
Imatge de Nelumbo nucifera en el media natural

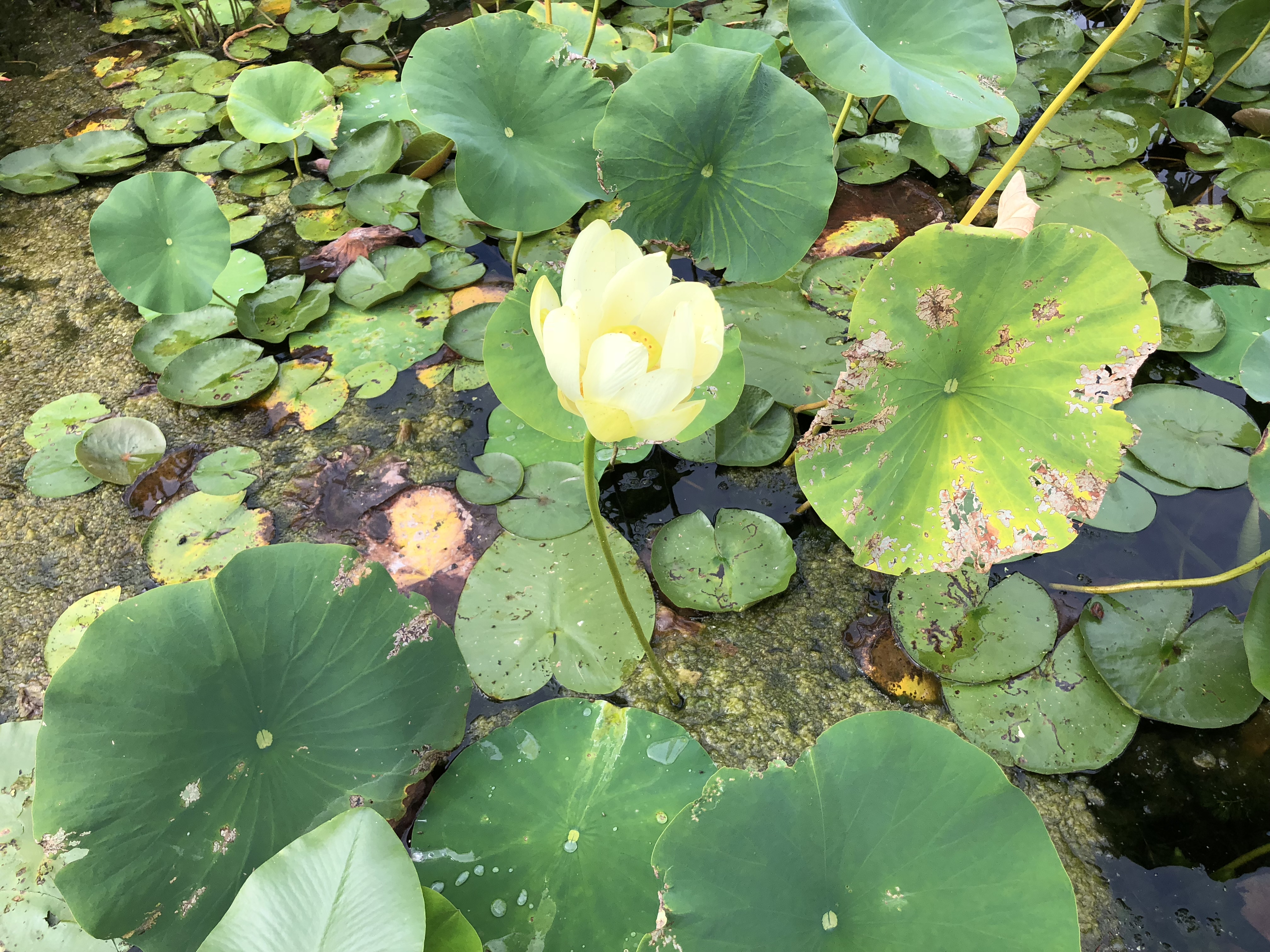
Una planta de Nelumbo lutea amb una flor al llac Swartswood

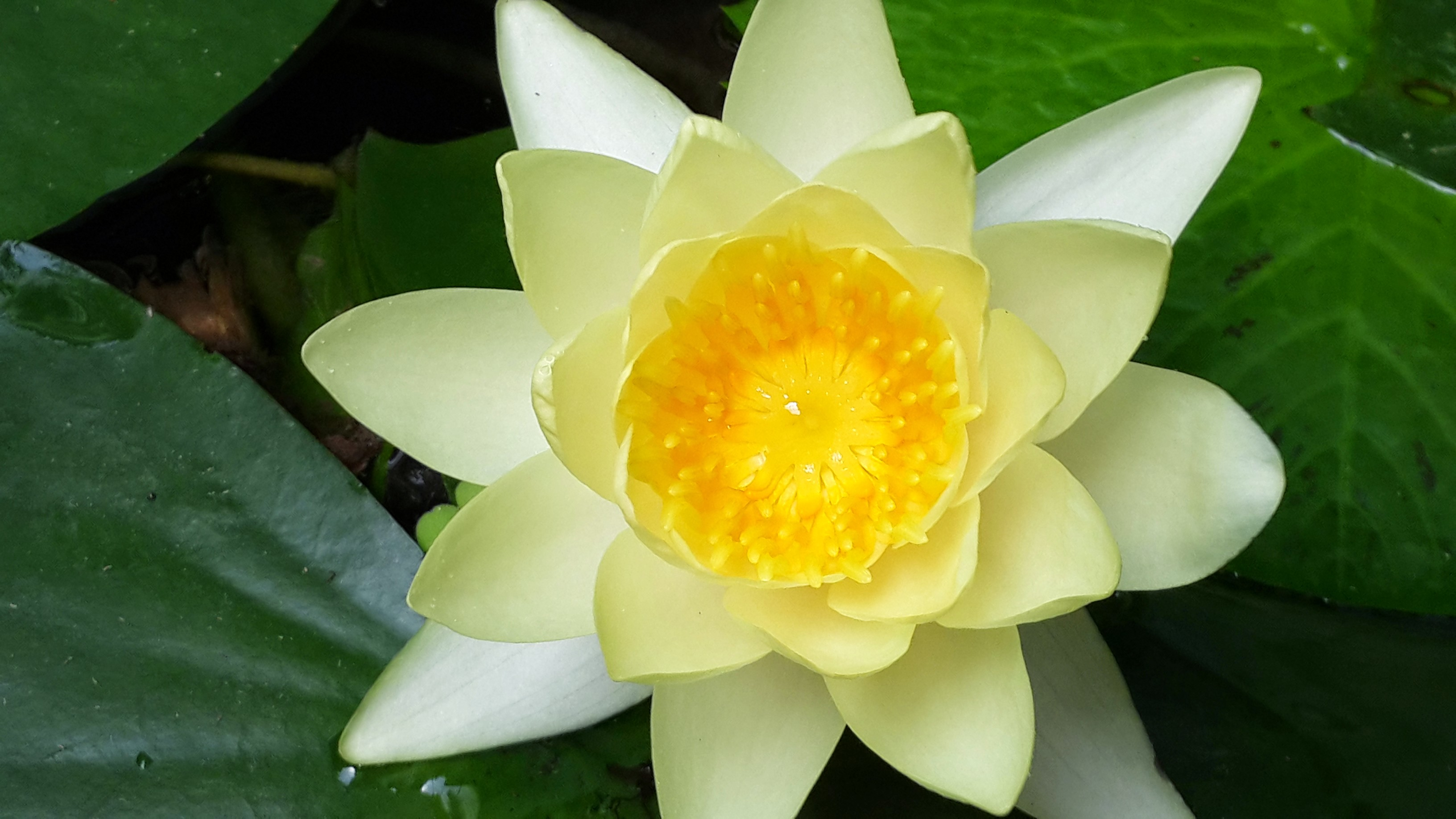
Flor de Nelumbo lutea

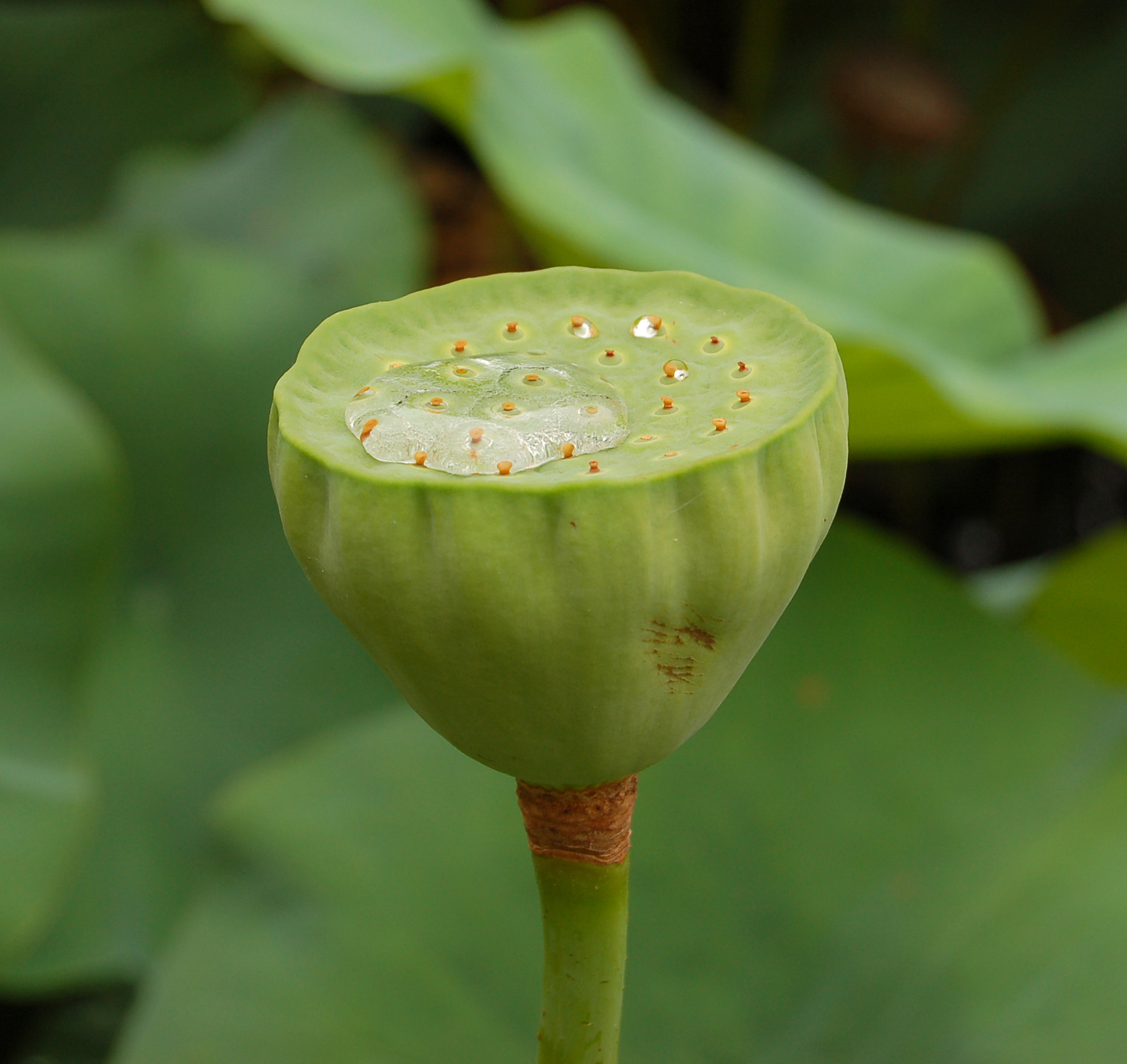
Receptacle de Nelumbo nucifera

Nelumbo és un gènere de plantes angiospermes, és l'únic gènere de la família de les nelumbonàcies (Nelumbonaceae), dins l'ordre de les proteals, que són plantes del clade de les eudicotiledònies.

## Distribució
Les dues úniques espècies d'aquest gènere es troben molt separades geogràficament. L'espècie asiàtica, Nelumbo nucifera, es troba a les zones tropicals i subtropicals de l'Àsia, a Austràlia, a Ucraïna, el sud de la Rússia europea i el Caucas. Mentre que l'espècie americana, Nelumbo lutea, és present a l'est d'Amèrica del nord i a Colòmbia.

## Descripció
És una planta herbàcia aquàtica perenne que creix sobre aigües dolces poc profundes i es fixa al fons mitjançant rizomes. Les fulles, que poden fer fins a 60 cm d'ample, tenen grans pecíols. Les flors són solitàries, poden arribar a una mida d'uns 25 cm d'amplada, alçant-se sobre les tiges a una alçada d'entre 60 cm i 1,8 metres sobre la superfície de l'aigua, el calze està format per quatre o cinc sèpals, la corol·la està composta per un gran nombre de pètals, diverses fileres inserides a la base del receptacle. Els estams, molt nombrosos i també disposats en fileres inserides a la base del receptacle, són formats per un filament acabat per una antera tetragonal. El gineceu està format per un nombre de pistils que va de vuit a trenta, l'ovari és unilocular, amb un sol òvul, l'estil és força curt i acaba amb un estigma enter.

## Taxonomia
La família de les nelumbonàcies va ser descrita per primer cop l'any 1827 pel botànic francès Achille Richard (1794-1852) al Dictionnaire Classique d'Histoire Naturelle, una obra col·lectiva dirigida pel naturalista Jean-Baptiste Bory de Saint-Vincent.
El gènere Nelumbo va ser publicat per primer cop l'any 1763 a l'obra Familles des plantes del botànic francès Michel Adanson (1727 – 1806).

### Etimologia
La deonimació nelumbo és un manlleu del singalès neḷumbu vers el neollatí, llengua utilitzada en els noms científics de les plantes, segons el principi cinquè de les normes de l'Associació Internacional de la Taxonomia Vegetal (IAPT).

### Espècies
Dins d'aquest gènere es reconeixen les dues espècies següents:
- Nelumbo lutea (Willd.) Pers.
- Nelumbo nucifera Gaertn. – nelumbe[11][12]

### Sinònims
Els següents noms són sinònims de Nelumbo:
- Sinònims homotípics

- Cyamus Sm.

- Sinònims heterotípics

- Nelumbium Juss.
- Tamara Roxb. ex Steud.

## Usos
Les dues espècies de Nelumbo són cultivades com a ornamentals, tot i que l'espècie asiàtica és considerada com a perjudicial en algunes zones dels Estats Units d'Amèrica. Els receptacles i les flors seques també són utilitzades i apreciades per a la confecció de decoracions amb plantes seques. Hi ha varietats cultivars adaptades al conreu en petits contenidors.
Les dues espècies són menjables, l'espècie asiàtica és utilitzada a la cuina local, se'n mengen els rizomes i les fulles joves. L'espècie americana havia format part de la dieta dels pobles indígenes.

## Cultura
La flor és sagrada tant per l'hinduisme com per al budisme, i a l'antic Egipte representava la reencarnació.